# Plastic Side Chair
Plastic Side Chair（プラスチック サイド チェア）は、チャールズ・イームズのデザインによる椅子。シェル（座面部）とベース（脚）の組み合わせで数種類に分けられる。1948年、MoMAローコスト家具デザイン国際コンペのためにデザインされた。1948年当初のシェルの素材はFRPであったが、リサイクルできないため1993年に生産中止。1998年に素材をポリプロピレンに変更しビトラ社が復刻。

## 製品群
- DSR[1]:エッフェルベースとの組み合わせエディション。
- DSR-5S:DSRにシートパッドが付けられ、長時間の使用にも適したエディション。ちなみに、シートパッドは座面に固定されていて取り外し不可。
- DSS:スタッキングが可能な四本脚構造のタイプ。脚の両サイドに連結具がついていて、連結可能。
- DSW:ウッドベースエディション。DSRの繊細さとはまた違う、重厚さ･安定感を見せる。
- DSX:最もシンプルな四本脚タイプ。オリジナルのベースがX状に交差していたためにこう呼ばれる。しかし、復刻版のベースは強度面からH状になっているので、DSHとでも呼ぶべきか？